# Jahor Filipienka
Jahor Filipienka (biał. Ягор Філіпенка, ros. Егор Филипенко, Jegor Filipienko; ur. 10 kwietnia 1988 w Mińsku) – białoruski piłkarz, grający na pozycji obrońcy, reprezentant Białorusi.

## Kariera klubowa
Jest wychowankiem BATE Borysów, w którym zadebiutował w 2006 roku. W 2008 trafił do Spartaka Moskwa. Był z niego wypożyczano do Tomu Tomsk, Sibiru Nowosybirsk i BATE. W latach 2012–2014 znów grał w BATE, a w latach 2014–2016 w Máladze. W 2016 został zawodnikiem Maccabi Tel Awiw.
| Sezon   | Klub              | Kraj      | Rozgrywki        | Mecze | Bramki |
| ------- | ----------------- | --------- | ---------------- | ----- | ------ |
| 2006    | BATE Borysów      | Białoruś  | Wyszejszaja liha | 3     | 0      |
| 2007    | BATE Borysów      | Białoruś  | Wyszejszaja liha | 20    | 2      |
| 2008    | Spartak Moskwa    | Rosja     | Priemjer-Liga    | 11    | 0      |
| 2009    | Tom Tomsk         | Rosja     | Priemjer-Liga    | 2     | 0      |
| 2009    | Spartak Moskwa    | Rosja     | Priemjer-Liga    | 5     | 1      |
| 2010    | Sibir Nowosybirsk | Rosja     | Priemjer-Liga    | 18    | 0      |
| 2011    | BATE Borysów      | Białoruś  | Wyszejszaja liha | 20    | 2      |
| 2012    | BATE Borysów      | Białoruś  | Wyszejszaja liha | 19    | 0      |
| 2013    | BATE Borysów      | Białoruś  | Wyszejszaja liha | 22    | 3      |
| 2014    | BATE Borysów      | Białoruś  | Wyszejszaja liha | 23    | 1      |
| 2014/15 | Málaga CF         | Hiszpania | Primera División | 0     | 0      |
| 2015/16 | Málaga CF         | Hiszpania | Primera División | 8     | 0      |
| 2016/17 | Maccabi Tel Awiw  | Izrael    | Ligat ha’Al      | 17    | 0      |
| 2017/18 | Maccabi Tel Awiw  | Izrael    | Ligat ha’Al      | 1     | 0      |
| 2017/18 | FC Aszdod         | Izrael    | Ligat ha’Al      | 14    | 0      |
| 2018    | BATE Borysów      | Białoruś  | Wyszejszaja liha | 13    | 1      |
| 2019    | BATE Borysów      | Białoruś  | Wyszejszaja liha | 23    | 0      |
| 2020    | BATE Borysów      | Białoruś  | Wyszejszaja liha | 24    | 1      |